# Грей (переписна місцевість, Мен)
Грей (англ. Gray) — переписна місцевість (CDP) в США, в окрузі Камберленд штату Мен. Населення — 887 осіб (2020).

## Географія
Грей розташований за координатами 43°53′11″ пн. ш. 70°19′27″ зх. д. / 43.88639° пн. ш. 70.32417° зх. д. (43.886386, -70.324087).  За даними Бюро перепису населення США в 2010 році переписна місцевість мала площу 7,60 км², уся площа — суходіл.

## Демографія
Згідно з переписом 2010 року, у переписній місцевості мешкали 884 особи в 407 домогосподарствах у складі 235 родин. Густота населення становила 116 осіб/км².  Було 431 помешкання (57/км²).
Расовий склад населення:
| - 97,9 % — білих - 1,0 % — чорних або афроамериканців - 0,1 % — корінних американців |

До двох чи більше рас належало 0,8 %. Частка іспаномовних становила 1,2 % від усіх жителів.
За віковим діапазоном населення розподілялося таким чином: 17,9 % — особи молодші 18 років, 64,2 % — особи у віці 18—64 років, 17,9 % — особи у віці 65 років та старші. Медіана віку мешканця становила 44,5 року. На 100 осіб жіночої статі у переписній місцевості припадало 93,0 чоловіків;  на 100 жінок у віці від 18 років та старших — 94,6 чоловіків також старших 18 років.
Медіана доходів становила 57 092 долари для чоловіків та 31 875 доларів для жінок. За межею бідності перебувало 50,0 % осіб, у тому числі 71,9 % дітей у віці до 18 років та 24,4 % осіб у віці 65 років та старших.
Цивільне працевлаштоване населення становило 362 особи. Основні галузі зайнятості: роздрібна торгівля — 21,8 %, науковці, спеціалісти, менеджери — 14,9 %, освіта, охорона здоров'я та соціальна допомога — 14,1 %.